# Prosperi Buri
Prosperi Buri, né le 3 mai 1975, est un auteur de bande dessinée et musicien français.

## Biographie
Breton, originaire de l'île de Groix dans le Morbihan, Prosperi Buri a deux passions : le rock et la BD. Il fonde avec son cousin le groupe de rock The Dirty Cousins GroiXplosion et participe à la fondation du label musical rennais indépendant Inmybed, une structure qui deviendra également une maison d'édition spécialisée dans la BD. 
Après avoir participé à plusieurs revues de bande dessinée et à des ouvrages collectifs, il publie en 2007 son premier album, intitulé La Montgolfière (éditions Warum). Passionné par le rock, il participe à la bédé collective Rock Strips : Come Back (2011, Flammarion) avec une histoire consacrée aux Doors, intitulée Les Portes,. 
En 2013, il participe au recueil collectif de dessins de presse et de bandes dessinée Détachez vos ceintures qui dénonce en images le projet d'aéroport du Grand Ouest (Nantes-Notre-Dame-des-Landes), puis vient la parution de l'album Une brève histoire des nains (Vide Cocagne, 2016). En 2018, la bande dessinée Insulaires - Petites histoires de Groix, parue chez l'éditeur Warum, est consacrée à Groix, l'île natale de Prosperi Buri,,,. L'album est favorablement accueilli par la critique et particulièrement par les sites bédéphiles,,.
En 2021, Prosperi Buri relie à nouveau ses deux passions, la bédé et le rock, et publie Une histoire du Velvet Underground (éditions Dargaud), un album consacré au Velvet Underground, groupe mythique new-yorkais fondé dans les sixties par Lou Reed et John Cale. Là aussi, la bande dessinée reçoit un accueil favorable de la part des médias aussi bien généralistes, que spécialisés,,.

## Publications

### Albums BD
- Détachez vos ceintures[8], collectif, éditions du Kyste, 2013
- Insulaires - Petites histoires de Groix[1],[10],[11],[12], Warum, 2018
- Montgolfière (La)[3], Warum, 2007
- Petites histoires de Groix (tirage limité : 600 exemplaires)[20], éditions Catherine Riand, 2011
- Portes (Les)[6], Inmybed, 2017
- Rock Strips : Come Back[4],[5], collectif, sous la direction de Vincent Brunner, Flammarion, 2011
- Une brève histoire des nains[9], Vide Cocagne, 2016
- Une histoire du Velvet Underground[16],[17], Dargaud, 2021

### Fanzines ou revues
- All Rooty !, fanzine auto-édité, 2009
- Go West !, fanzine auto-édité, 2008
- Revue Lapin, numéros 37 à 44bis, L'Association, 2008-2011
- Minimum Rock n'Roll #3 et 5 (participation), Le Castor Astral, 2006-2008

### Divers
- Freak scène[21], recueil d'illustrations, Inmybed, 2012
- The Parisianer[22], collectif (illustrations), éditions 10/18, 2017

## Discographie

### Prosperi Buri
- Biggest Mistake EP, Inmybed, 2010
- Gloria[23] EP, Inmybed, 2013
- III EP, Inmybed, 2022

### The Dirty Cousins Groixplosion
- The Dirty Cousins Groixplosion, Kerloose records (quatre LP depuis 2001)[24] :
  - The Dirty Cousins' GroiXplosion Fucks You! Une anthologie radicale, provisoire et bricolée du rock 'n' roll: vol. 1, 2001
  - The Dirty Cousins' GroiXplosion Victim of Its Success. Une anthologie radicale, provisoire et bricolée du rock 'n' roll: vol. 2, 2005
  - The Dirty Cousins' GroiXplosion Shows Off! Une anthologie radicale, provisoire et bricolée du rock 'n' roll: vol. 3, 2007
  - The Dirty Cousins' GroiXplosion Is Back to Mono ! Une anthologie restrictive, radicale, provisoire et bricolée du rock 'n' roll: vol. 4, 2009

### Documentation
- Propos recueillis par Pierre-Philippe Cadert, « Une histoire irrévérencieuse du Velvet Underground en bande dessinée », sur RTS, 24 mars 2021